# Bobbington
Bobbington – wieś w Anglii, w hrabstwie Staffordshire, w dystrykcie South Staffordshire. Leży 35 km na południe od miasta Stafford i 186 km na północny zachód od Londynu.